# 気流機構
気流機構（、英: airstream mechanism）は声道で気流が生成される機構である。 

## 概要
気流は人体における音声生成を司る3大要素の1つである（気流、発声、調音）。 気流機構は気流の始動（initiation）部分を構成する。 

## 気流
音声学における気流（、英: airstream）は声道を通る空気の流れである。
気流は人体における音声生成過程のほとんどで重要な役割を果たす。具体的には「声帯への振動エネルギー付与と自身の断続化」「声門での乱流生成」「閉鎖箇所への流入による内圧上昇や破裂」などが挙げられる。
気流は定常的なものではなく、人体の活動によって能動的・一過的に生成される。生成されたのちに声道を通過していき、その過程で音を形作っていく。気流の特性・状態は様々な観点から定量される。体積速度（、英: volume velocity）は代表的な指標である。声道内の位置によってあらゆる指標が変化するため、特定の位置に限定した指標も用意される。声門体積速度（、英: glottal volume velocity）は声門を通過する気流の体積速度であり、声帯の開閉に合わせて劇的に値が変化する。
気流は生まれ方（=気流機構）に関連付けて以下のように分類できる：
- 肺臓気流 / 肺気流（英: pulmonic airstream）
- 声門気流（英: glottalic airstream）
- 軟口蓋気流（英: velaric airstream）/ 舌気流（英: lingual airstream）

また流れの方向に基づいて以下のように分類できる：
- egressive: 外向き。呼気音のもと。
- ingressive: 内向き。吸気音のもと。

## initiator
英: initiator は気流を生み出す器官である。気流生成器とも。 
言語音に関わる主要な initiator には以下が挙げられる： 
- 横隔膜と、肋骨や肺（肺気流機構）
- 声門（声門気流機構）
- 舌（軟口蓋気流機構）

マイナー、非言語音用途、代替用途である initiator には以下が挙げられる： 
- 頬（頬部発声（英語版）（、英: buccal speech））
- 食道（食道発声）

## 種類
気流機構は initiator の動きによる与圧・減圧によって気流（外向き or 内向き）を生み出している。initiator の種類と作用によって気流機構は以下の種別に整理できる：
|        |                    | initiator    | initiator | initiator |
| 横隔膜 | 声門               | 舌           |           |           |
| ------ | ------------------ | ------------ | --------- | --------- |
| 作用   | 内圧増加（呼気音） | (最も一般的) | 放出音    | ?         |
| 作用   | 内圧減少（吸気音） | ?            | 入破音    | 吸着音    |

このうち、4つは世界中で語彙的に見られる： 
- 横隔膜 + 内圧増加: 肋骨と横隔膜によって肺から空気が押し出される（肺気流かつ呼気音）。殆どの言語で利用。
- 声門 + 内圧増加: 声門が上方に動いて気柱が圧縮され空気が押し出される（声門気流かつ呼気音）。16%の言語で利用。
- 声門 + 内圧減少: 声門が下方に動いて気柱が希薄化され空気を吸い込む（声門気流かつ吸気音）。13%の言語で利用。声門が下方に移動する間、肺の空気は声門を通って外側に移動するが、圧力が低下すると音が聞こえにくくなる。
- 舌 + 内圧減少: 口の中の空気が舌の下方への動きによって希薄になる。2%未満の言語で利用。アフリカが主[5]。

これらの機構は、放出音に解放される吸着音などのように、組み合わせることができる。 
コイザン諸語は肺気流、放出音、吸着音の子音を持ち、 チャド語派の言語は肺気流、入破音、放出音の子音を持ち、そしてングニ諸語は通常の語彙では、肺気流、吸着音、入破音、放出音の4つすべてを使う。他のほとんどの言語は、1つか2つの気流機構しか利用していない。 
間投詞では、他の2つの機構が用いられることがある。たとえば、スウェーデン、トルコ、トーゴなど様々な国で相槌や合意を表すために肺気流の吸気音の母音を使用し、フランスでは却下を表すために舌の呼気音の母音を使用する。そのような音が通常の語彙において対立することが知られている唯一の言語は、絶滅した典礼言語であるダミン語(アフリカ以外で吸着音を持つ唯一の言語でもある)である。;しかし、ダミン語は通常の話し方とは異なるように意図的にデザインされているようだ。 

## 肺気流始動
肺気流始動（英: pulmonic initiation）は肺（横隔膜と肋骨）による始動である。肺臓気流始動とも。 
人間の言語で使用されている音の大部分は肺気流の呼気音である。ヨーロッパのすべての言語(コーカサスを除く)を含む大部分の言語では、すべての音素が肺気流の呼気音である。 
肺気流の吸気音の使用が証明されている唯一の言語は、オーストラリアのラーディル語を話す人々がかつて使用した儀式言語、ダミン語の側面摩擦音である。これは国際音声記号の拡張版で[ɬ↓]と書くことができる。ター語は、無声鼻音の吸気音の少し後に有気性がある子音のように、一連の吸着音のうち、吸気音を区別する。[↓ŋ̊ʘʰ ↓ŋ̊ǀʰ ↓ŋ̊ǁʰ ↓ŋ̊!ʰ ↓ŋ̊ǂʰ][↓ŋ̊ʘʰ ↓ŋ̊ǀʰ ↓ŋ̊ǁʰ ↓ŋ̊!ʰ ↓ŋ̊ǂʰ]。ピーター・ラディフォギッドは、これらを世界で最も難しい音の1つだと考えている。他の言語、例えば台湾では、肺気流の吸気音を有すると主張されてきたが、これらの主張は偽りであるか、または音声の一時的で些細な点であることが証明された。 
間投詞ではしばしば吸気音の母音または語が発生する。これは一般にバックチャネリング （エウェ語の [ə↓]など）または肯定（ スウェーデン語の [ɸʷ↓]など）のために行われる。英語では、会話の中で、誰かが話そうとしている、または話し続ける準備をしていることを示すために、聞き取れる呼吸、[hːː↓]、または[tʰ↓]や[p͡t↓]などのはっきりしない子音が使用される。フィンランド語やアムハラ語のような一部の言語では、フレーズ全体が吸気音で発せられることがある。(吸気音を参照) 

## 声門気流始動
声門気流始動（英: glottalic initiation）は声帯または声門によって上部声道で気流を開始することである。 
声門気流始動の呼気音では、声門を下げて（低い音で歌うように）、 声門で止めるように声門を閉じてから上げ、口腔と上気管に圧力をかける。声門の呼気音は放出音と呼ばれる。声門は、声門の出口を形成するために完全に閉鎖されなければならない。さもなければ、気柱はそこを通って逆流してしまう。従って、有声の放出音を発音することは不可能である。無声破裂音の放出音の異音は、さまざまな英語の イントネーションユニットの終わりに発生する。 
声門内圧が上昇すると,声門圧が上昇(高音で歌うかのように),閉鎖,下降して気管上部および口腔内に吸引が生じる。声門の吸気音は入破音と呼ばれるが、実際の流入ではなく気流がない場合もある。空気柱は下行声門上を前方に流れるため、完全に閉じる必要はなく、入破音が有声音となることがある;実際、無声入破音はきわめてまれである。 
入破音には普通、有声である。声門を閉じたままにするのではなく、声門は緊張しているが、わずかに開いたままにして、細い空気の流れを通す。空気流が通常固定された声門を通過する肺気流の有声音とは異なり,有声の入破音では、可動声門はほとんど動かない空気柱を通過し、声帯の振動を引き起こす。声門は比較的開いた状態に保たれているため、息を吐くような声など、きしみ声よりも開放的な発音では声門の音が聞こえない。これにより、空気が流れやすくなり、咬合器の背後に大きな圧力差が生じるのを防ぐことができる。 
口腔は肺に比べて非常に小さいため、声門形成の開始とともに母音や接近音を発音することはできない。いわゆる声門化母音および他の共鳴音は呼気音の肺気流機構を用いる。 
肺気流機構の音と声門気流機構の音の間に明確な区別はない。言語によっては、中間的な子音を持つことがある。例えば、ロンドン英語の rat のt[ˈɹæʔt]のような声門化子音は弱い放出音である。同様に、タイ語、ズールー語、マイドゥ語などの完全な有声破裂音も、弱い入破音である。この曖昧さは肺気流とは明らかに異なる舌側という次の気流機構では生じない。

## 舌もしくは軟口蓋による始動
ヒトの言語での始動の第三の形態は、舌側あるいは軟口蓋側からの始動である。舌側あるいは軟口蓋側からの始動では、2箇所の調音点の閉鎖によって音が発生し、舌の運動によって気流が形成される。舌による破裂音は一般的に吸着音として知られており、ほぼ例外なく吸気音である。 
舌側の吸気音の気流を生じさせるには,まず2つの部位で声道を閉鎖する:口蓋帆または口蓋垂声門のように舌の後方で,また同時に冠状断または両唇声門のように舌または唇の前面で。これらのホールドには、無声、有声、鼻音化がある。それから舌の上の空気を少なくするために舌を下げます。舌の前面のクロージャが最初に開き、吸着「解除」する。;肺動脈性または声門性の吸着「伴奏」または「流出」のために後方の閉鎖が解除される。これは、吸引、破擦、または放出でさえもよい。放出音でなくても、3音の明瞭な子音のために声門が閉じられることは珍しくなく、この3番目の閉じは最後に解放されて声門のような吸着音を生じる。吸着音が見られる言語は非常に限られており、特に南アフリカのコイサン諸語やその近くにあるズールー語のようないくつかの言語が有名である。これらの子音は、西洋人が後悔や哀れみを表現するために使う「tsk tsk」音(歯吸着音、多くの馬術家が馬に乗って駆り立てる際に使う鳴(側面吸着音)など、言語以外の文脈でより多く見られる。 
舌の呼気音の始動は、舌の吸気音の順序を逆にすることによって行われる:舌の前面と後面(唇や舌の奥)が声門の空洞をふさぎ、頬と舌の中央が内方と上方に動き,口腔内の圧を上昇させる。舌の呼気音が確認されている唯一の使用法は、ダミン語の両唇鼻音の呼気音である。これを転写するには、拡張IPA[ŋʘ↑]の使用も必要である。 
舌による子音を発生させるために使用される空気ポケットは非常に小さいので、舌の摩擦音、母音、または連続的な気流を必要とする他の音を発生することは可能ではないと考えられる。
吸着音は有声音でもよいが、鼻音化しやすい。これは、声門を通過して発声する空気をその奥に入れなければならない最後部閉鎖部の背後の声帯腔が非常に小さいため吸着音が長時間発声できないためと考えられる。気流が鼻を通ることで、より長い生産が可能になる。 
鼻音の吸着音は舌と肺の機構の組み合わせを含む。舌の発生の間、肺気流が鼻腔を通過するように、口蓋帆を下げる。この鼻の空気流は、舌側の吸着の始動とは独立して、それ自体が呼気音であってもよく、または逆に吸気音であってもよい。鼻音の吸着音は有声音であることもあるが、たいてい一般的には無声音であり、肺のみの鼻音ではまれである有気性さえある。 

## 気流の変化
複雑な吸着音が気流の変化を有すると仮定されるものがあり、この場合、気流は前方(吸着音)と後方(非吸着音)との間で変化する。 
証明されている2つのタイプがある。舌・肺の子音では、後方への放出は [q] や [χ] のような口蓋垂閉鎖音である。;舌・声門の子音で、後方への放出は[qʼ]や[qχʼ]などの放出である。理論的には、放出音から入破音への変化は可能であるべきであるが、吸着音と背側入破音([ɠ, ʛ ])の両方はまれであり(後者は発音が難しいので)、これらを組み合わせる言語は知られていない。 

## 衝突音
子音は気流なしに発音されることがある。これは、ある器官が別の器官にぶつかることによって音が発生する、衝突音という子音である。衝突音は既知のどの言語でも音素ではないが、発音障害用の拡張IPAは、両唇衝突音 [ʬ] （唇を鳴らす）と両歯衝突音 [ʭ] (歯ぎしり)の記号を持つ。障害ではない言語で使用されることが知られている唯一の衝突音は、タンザニアのサンダウェ語における歯茎吸着音の発音時に異音として現れる歯茎衝突音 [¡] (舌打ち)である。 
| 両唇 | 両歯 | 歯茎 |
| ---- | ---- | ---- |
| ʬ    | ʭ    | ¡    |